# Música contra el olvido
El día internacional de la música. Música contra el olvido es un festival organizado anualmente desde su primera edición en el año 2016 por la Comunidad CulturaUNAM para celebrar el día internacional de la música instaurado por la UNESCO (1 de octubre) así como la conmemoración del suceso ocurrido en el movimiento estudiantil del 2 de octubre de 1968 y en su edición 2019 también la desaparición de los 43 estudiantes de Ayotzinapa. Este proyecto se realiza en colaboración con las escuelas nacionales preparatorias, algunas sedes del Colegio de Ciencias y Humanidades (CCH) y cinco sedes de la Facultad de Estudios Superiores adscritas a la Universidad Nacional Autónoma de México (UNAM).
El proceso inicia con la publicación de una convocatoria en la que cada escuela, cada preparatoria o cada recinto participante prepara la presentación de grupos de distintos géneros musicales. Los cuales se presentan a lo largo del festival.

## Programa

### 2019
La edición 2019 tuvo lugar del 26 al 29 de septiembre con una serie de conciertos gratuitos y sede principal en las Islas Universitarias, así como un ciclo de cine especial en la sala José Revueltas.
Algunos de los grupos que se presentaron fueron Pato Machete, Dapuntobeat, Jessy Bulbo, Los Esquizitos, Dharius, No Somos Machos, Mcklopedia, Bloody Benders y más bandas.En  2019 por primera vez, en la final del concurso Érase una Vez Murales en Rap celebraron el Día Internacional de la Música, revelando el patrimonio artístico de la universidad.